# Museo y Centro de Documentación Histórica Ex Convento de Tepoztlán
Museo y Centro de Documentación Histórica Ex Convento de Tepoztlán, es un edificio histórico representativo de la arquitectura religiosa en Nueva España. Fue construido por los indígenas tepoztecos bajo las órdenes de los frailes dominicos entre 1555 a 1580, dedicado a la Virgen de la Natividad.
También conocido como el antiguo convento de La Natividad de María, está ubicado en Tepoztlán, Morelos. el edificio representa la arquitectura religiosa de Nueva España.
En diciembre de 1994 fue declarado Patrimonio de la Humanidad por la Unesco como parte del conjunto denominado Primeros monasterios del siglo XVI en las laderas del Popocatepetl.

## Historia
Debido a la ocupación a la aplicación de las Leyes de Reforma, en 1857 se interrumpió la vida religiosa en el inmueble, que fue abandonado y temporalmente convertido en cuartel de las tropas del emperador Maximiliano de Habsburgo.
En 1935, Lázaro Cárdenas del Río, lo declaró museo y monumento histórico, y en 1939 lo entregó en custodia al recién creado Instituto Nacional de Antropología e Historia (INAH).

## Museo, centro de documentación y salas

### Museo y Centro de documentación
El convento fue construido por los indígenas tepoztecos con piedras talladas unidas con mortero de cal, arena y aglutinantes vegetales. Aunque la construcción del convento parece simple, se ve agraciada por distintas pinturas sobre los muros interiores. En la entrada principal se encuentra la Virgen del Rosario, a la que la acompañan santos, ángeles y querubines.
El museo alberga un amplio centro de documentación sobre el estado de Morelos y del poblado de Tepoztlán, pinturas y murales originales, las cuales fueron restauradas en 1993. El Centro de Documentación Histórica se puede consultar textos especializados en la historia de Tepoztlán, así como distintos títulos sobre historia, antropología y literatura universal.

### Salas
Dentro de sus salas están conformadas por objetos donados en su mayoría por la comunidad del municipio. En cada una de las salas se explica todo el entorno geográfico, aspectos artesanales y comerciales. Muestran también aspectos de la vida cotidiana, gastronomía y artesanías.